# Vismarkt (Ieper)

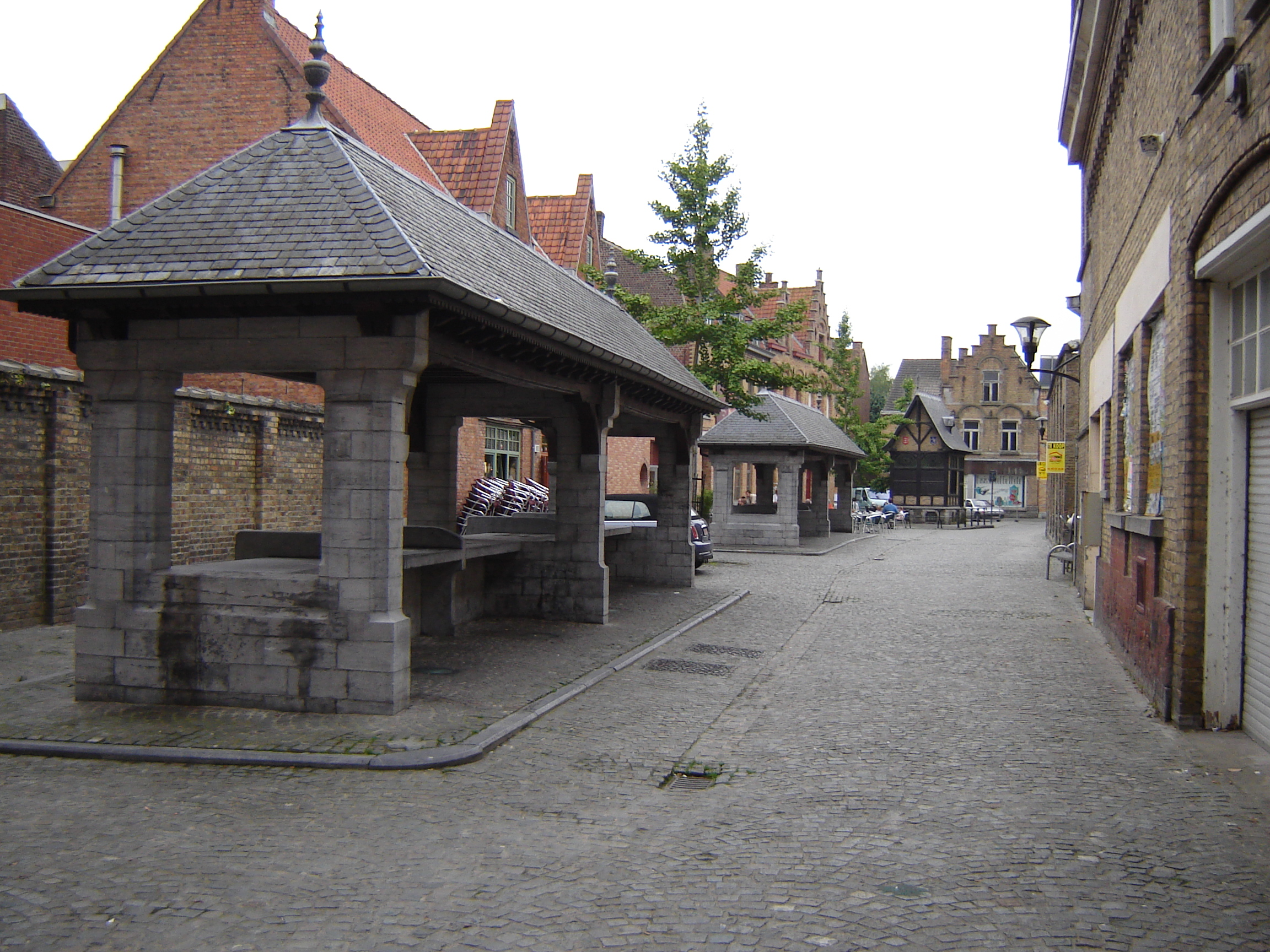
Vismarkt met verkoopsstallen

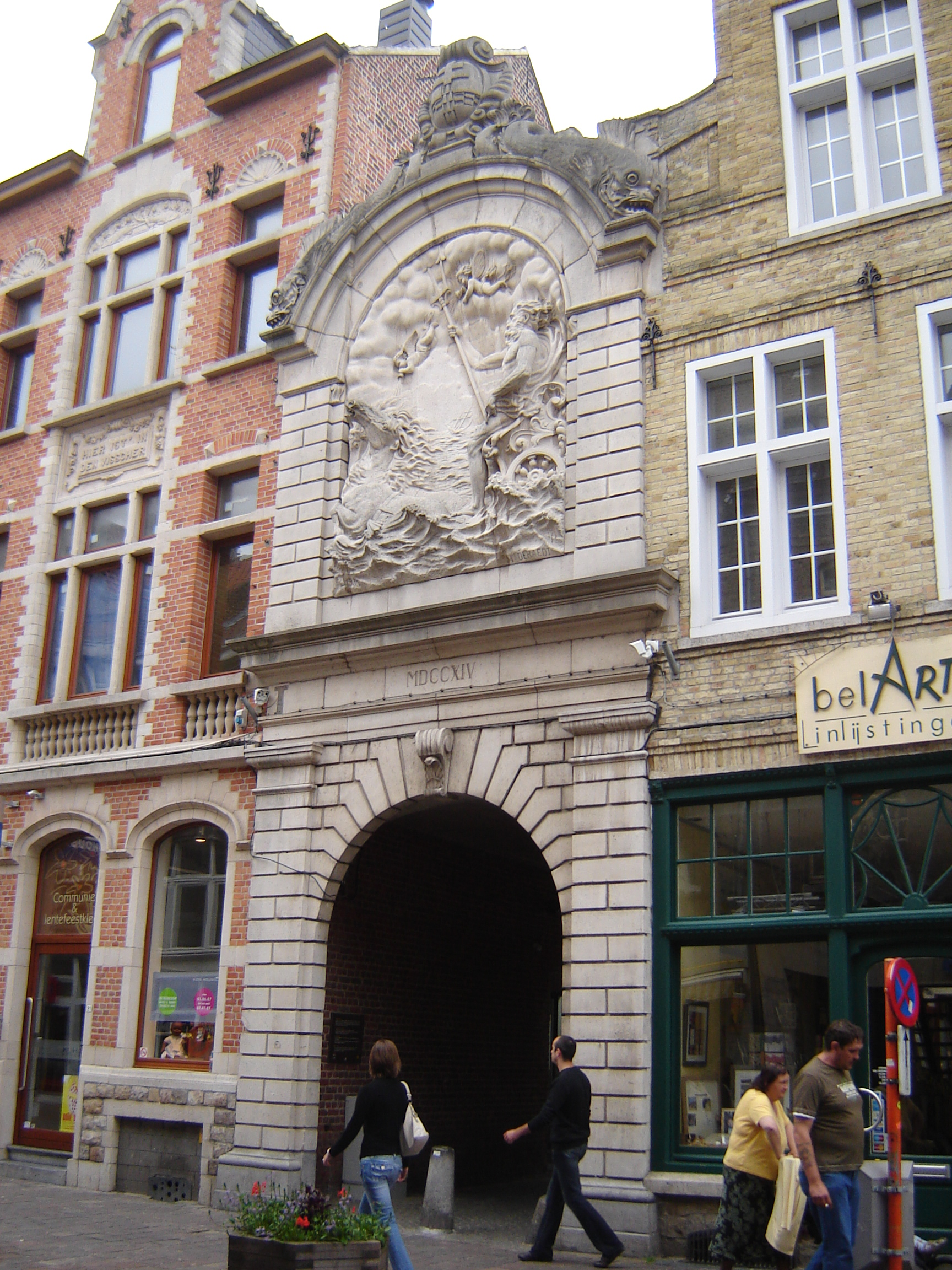
Vispoort in de Boterstraat, toegang tot Vismarkt

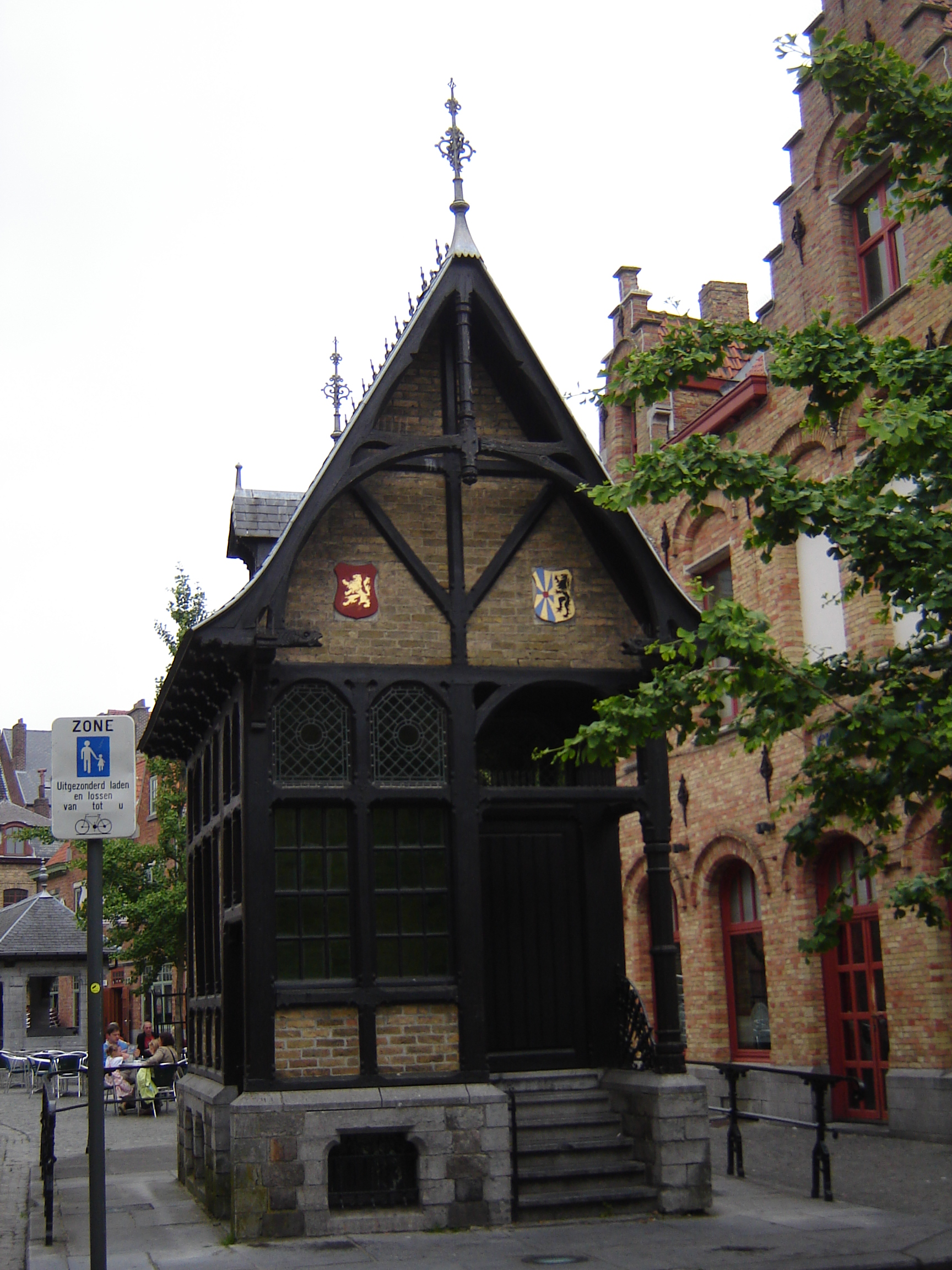
Tolhuisje

De Vismarkt is een marktplein in de Belgische stad Ieper. Het smal gekasseid pleintje ligt tussen de Boterstraat en de Seminariestraat in. Tegenwoordig staat de Vismarkt in Ieper bekend als de uitgangsbuurt; vroeger was dit een markt waar vis werd verkocht.
Het plein werd aangelegd in 1714, toen de Ieperlee er overwelfd werd. De Vispoort werd gebouwd tussen het plein en de Boterstraat. In 1898 werden drie huizen aan de noordzijde onteigend voor de verruiming van de Vismarkt.
Boven de Vispoort, in de Boterstraat, bevond zich een bas-reliëf van de beeldhouwer Louis Ramout, waarop de zeegod Neptunus staat afgebeeld. Romeinse cijfers geven het oorspronkelijke bouwjaar 1714 aan. De poort was nog gerestaureerd in 1907 en het beeld hersteld door beeldhouwer Cornillie, maar werd net als het grootste deel van de stad vernield in de Eerste Wereldoorlog. Plannen voor heropbouw dateerden uit 1923, maar pas op het eind van de jaren 20 kreeg ze haar huidig uitzicht. De poort werd weer bekroond met een beeld van Neptunus, gesigneerd Deraedt.
Op de Vismarkt zelf staan nog twee overdekte verkoopsstanden. Deze arduinen gebouwtjes werden opgericht in 1923, ter vervanging van de loodsen op gietijzeren colonetten die er voor de oorlog stonden. Aan de zuidzijde staat een tolhuisje, ook weleens het Minckhuisje genoemd, dat werd gebouwd in 1899 en na vernieling in de oorlog eveneens gereconstrueerd in 1923. Hier moesten de visverkopers tol betalen. Aan de westzijde staat een omheiningsmuur met rondboogpoort van het karmelietenklooster.